# Supercopa de Japón 2017
La Supercopa de Japón 2017, también conocida como Supercopa Fuji Xerox 2017 (en inglés: Fuji Xerox Super Cup 2017) por motivos de patrocinio, fue la 24.ª edición de este torneo.
Fue disputada entre Kashima Antlers, como campeón tanto de la J1 League 2016 como de la Copa del Emperador 2016, y Urawa Red Diamonds, como subcampeón de la J1 League 2016. El partido se jugó el 18 de febrero de 2017 en el Estadio Internacional de la ciudad de Yokohama.

## Participantes
| Bandera de Prefectura de Ibaraki    | Kashima Antlers    | Campeón de la J1 League (2016) Campeón de la Copa del Emperador (2016) |
| Bandera de la Prefectura de Saitama | Urawa Red Diamonds | Subcampeón de la J1 League (2016)                                      |

## Partido
| 18 de febrero de 2017, 13:35 (UTC+9) | Kashima Antlers            | 3:2 (2:0) | Urawa Red Diamonds           | Estadio Internacional, Yokohama                             |                                                             |
|                                      | Endō 39', 43' · Suzuki 83' | Reporte   | Kōroki 74' (pen.) · Mutō 75' | Asistencia: 48.250 espectadores Árbitro(s): Hiroyuki Kimura | Asistencia: 48.250 espectadores Árbitro(s): Hiroyuki Kimura |

### Detalles
| 1          | Guardameta     | Kwoun Sun-Tae    |     |
| 22         | Defensa        | Daigo Nishi      |     |
| 5          | Defensa        | Naomichi Ueda    |     |
| 3          | Defensa        | Gen Shōji        |     |
| 15         | Defensa        | Yūto Misao       | 82' |
| 40         | Centrocampista | Mitsuo Ogasawara |     |
| 4          | Centrocampista | Léo Silva        | 69' |
| 25         | Centrocampista | Yasushi Endō     |     |
| 8          | Centrocampista | Shōma Doi        |     |
| 33         | Delantero      | Mū Kanazaki      | 65' |
| 7          | Delantero      | Pedro Júnior     |     |
| Entrenador | Entrenador     | Masatada Ishii   |     |

| 1          | Guardameta     | Shūsaku Nishikawa  |     |
| 46         | Defensa        | Ryōta Moriwaki     |     |
| 6          | Defensa        | Wataru Endō        |     |
| 3          | Defensa        | Tomoya Ugajin      |     |
| 18         | Centrocampista | Yoshiaki Komai     | 64' |
| 16         | Centrocampista | Takuya Aoki        |     |
| 22         | Centrocampista | Yūki Abe           |     |
| 38         | Centrocampista | Daisuke Kikuchi    | 64' |
| 20         | Centrocampista | Tadanari Lee       | 46' |
| 9          | Centrocampista | Yūki Mutō          |     |
| 21         | Delantero      | Zlatan Ljubijankič |     |
| Entrenador | Entrenador     | Mihailo Petrović   |     |

| 9  | Delantero      | Yūma Suzuki    | 65' |
| 6  | Centrocampista | Ryōta Nagaki   | 69' |
| 16 | Defensa        | Shūto Yamamoto | 82' |

| 30 | Delantero      | Shinzō Kōroki   | 46' |
| 24 | Centrocampista | Takahiro Sekine | 64' |
| 15 | Centrocampista | Kazuki Nagasawa | 64' |

| Anotado | 39' | Yasushi Endō | 1-0 |
| Anotado | 43' | Yasushi Endō | 2-0 |
| Anotado | 83' | Yūma Suzuki  | 3-2 |

| Anotado · Penal | 74' | Shinzō Kōroki | 2-1 |
| Anotado         | 75' | Yūki Mutō     | 2-2 |

| Amonestado | 40'   | Léo Silva        |
| Amonestado | 56'   | Mitsuo Ogasawara |
| Amonestado | 90+4' | Yūma Suzuki      |

| Amonestado | 24'   | Takuya Aoki        |
| Amonestado | 90+2' | Zlatan Ljubijankič |

| Árbitro             | Hiroyuki Kimura  |
| Árbitros asistentes | Toshiyuki Nagi   |
| Árbitros asistentes | Satoshi Karakami |
| Cuarto árbitro      | Akihiko Ikeuchi  |

| 1          | Guardameta     | Kwoun Sun-Tae    |     |
| 22         | Defensa        | Daigo Nishi      |     |
| 5          | Defensa        | Naomichi Ueda    |     |
| 3          | Defensa        | Gen Shōji        |     |
| 15         | Defensa        | Yūto Misao       | 82' |
| 40         | Centrocampista | Mitsuo Ogasawara |     |
| 4          | Centrocampista | Léo Silva        | 69' |
| 25         | Centrocampista | Yasushi Endō     |     |
| 8          | Centrocampista | Shōma Doi        |     |
| 33         | Delantero      | Mū Kanazaki      | 65' |
| 7          | Delantero      | Pedro Júnior     |     |
| Entrenador | Entrenador     | Masatada Ishii   |     |

| 1          | Guardameta     | Shūsaku Nishikawa  |     |
| 46         | Defensa        | Ryōta Moriwaki     |     |
| 6          | Defensa        | Wataru Endō        |     |
| 3          | Defensa        | Tomoya Ugajin      |     |
| 18         | Centrocampista | Yoshiaki Komai     | 64' |
| 16         | Centrocampista | Takuya Aoki        |     |
| 22         | Centrocampista | Yūki Abe           |     |
| 38         | Centrocampista | Daisuke Kikuchi    | 64' |
| 20         | Centrocampista | Tadanari Lee       | 46' |
| 9          | Centrocampista | Yūki Mutō          |     |
| 21         | Delantero      | Zlatan Ljubijankič |     |
| Entrenador | Entrenador     | Mihailo Petrović   |     |

| 9  | Delantero      | Yūma Suzuki    | 65' |
| 6  | Centrocampista | Ryōta Nagaki   | 69' |
| 16 | Defensa        | Shūto Yamamoto | 82' |

| 30 | Delantero      | Shinzō Kōroki   | 46' |
| 24 | Centrocampista | Takahiro Sekine | 64' |
| 15 | Centrocampista | Kazuki Nagasawa | 64' |

| Anotado | 39' | Yasushi Endō | 1-0 |
| Anotado | 43' | Yasushi Endō | 2-0 |
| Anotado | 83' | Yūma Suzuki  | 3-2 |

| Anotado · Penal | 74' | Shinzō Kōroki | 2-1 |
| Anotado         | 75' | Yūki Mutō     | 2-2 |

| Amonestado | 40'   | Léo Silva        |
| Amonestado | 56'   | Mitsuo Ogasawara |
| Amonestado | 90+4' | Yūma Suzuki      |

| Amonestado | 24'   | Takuya Aoki        |
| Amonestado | 90+2' | Zlatan Ljubijankič |

| Árbitro             | Hiroyuki Kimura  |
| Árbitros asistentes | Toshiyuki Nagi   |
| Árbitros asistentes | Satoshi Karakami |
| Cuarto árbitro      | Akihiko Ikeuchi  |

| Estadísticas       | Kashima Antlers | Urawa Red Diamonds |
| ------------------ | --------------- | ------------------ |
| Tiros              | 8               | 9                  |
| Tiros al arco      | 4               | 1                  |
| Faltas             | 20              | 15                 |
| Tiros de esquina   | 1               | 3                  |
| Penales            | 0               | 1                  |
| Fueras de juego    | 1               | 3                  |
| Posesión del balón | 40%             | 60%                |

|                                    |
| Bandera de Prefectura de Ibaraki   |
| Campeón Kashima Antlers 6.º título |